# Hangeney
Hangeney ist ein Stadtgebiet in Dortmund. Es liegt offiziell im Ortsteil Kirchlinde und bildet keinen eigenen Stadtteil. Da der Ortsteil Kirchlinde aber überdurchschnittlich groß ist, nennt man in der Region das Gebiet um die Hangeneystraße Hangeney. Die Grenzen des Hangeney sind fließend, deswegen bewegt sich die Bevölkerung von nur 800 bis 12.500 Menschen, je nachdem wie groß man den Hangeney fasst.

## Geschichte
Die Hangeneystraße hieß bis zum Ende des Ersten Weltkrieges Moltkestraße, der Hangeney war vor dem Zweiten Weltkrieg vorwiegend Bauernland. Nach dem Krieg wurde er zu einem Wohngebiet. Im unteren Teil des Hangeneys sind noch Teile der ersten Bebauung aus der Mitte des 19. Jahrhunderts erhalten.

## Bevölkerung
Zum 31. Dezember 2018 lebten 4883 Einwohner im Hangeney.

### Bevölkerungsentwicklung
| Jahr      | 2003 | 2008 | 2013 | 2018 |
| --------- | ---- | ---- | ---- | ---- |
| Einwohner | 4868 | 5096 | 4919 | 4883 |

## Allgemeines
Im Hangeney gibt es vergleichsweise wenig Infrastruktur. Es gibt lediglich einen Kiosk, zwei Gaststätten und eine städtische Grundschule, die Hangeney-Grundschule.
Der Bahnhof Dortmund-Marten ist ein Haltepunkt der Emschertal-Bahn von Dortmund nach Dorsten und hat seinen einzigen Zugang von der Hangeneystraße.
Die evangelische Kirchengemeinde Dortmund-Kirchlinde hat das Gemeindehaus des Pfarrbezirks Hangeney August 2006 geschlossen. Die Gemeindeaktivitäten finden seitdem in der zwei Kilometer entfernten Kirche im Kirchlinder Ortskern statt.
Die ehemalige Gaststätte „Hangeney Stübchen“ bestand seit 1970, sie ist als letzte Schankwirtschaft am Hangeney geschlossen worden.
Seit 1966 hat der Hangeney einen Fußballverein, den Fußball-Club Hangeney 66 e. V., der zwar im Schatten der großen Nachbarn aus Westrich, Kirchlinde und Marten immer zu den kleinsten Vereinen im Dortmunder Raum zählte, es jedoch in den 90er Jahren bis in die Bezirksliga geschafft hat. Dort war er zeitweise der kleinste Bezirksligist Deutschlands und spielt aktuell in der Kreisliga A.

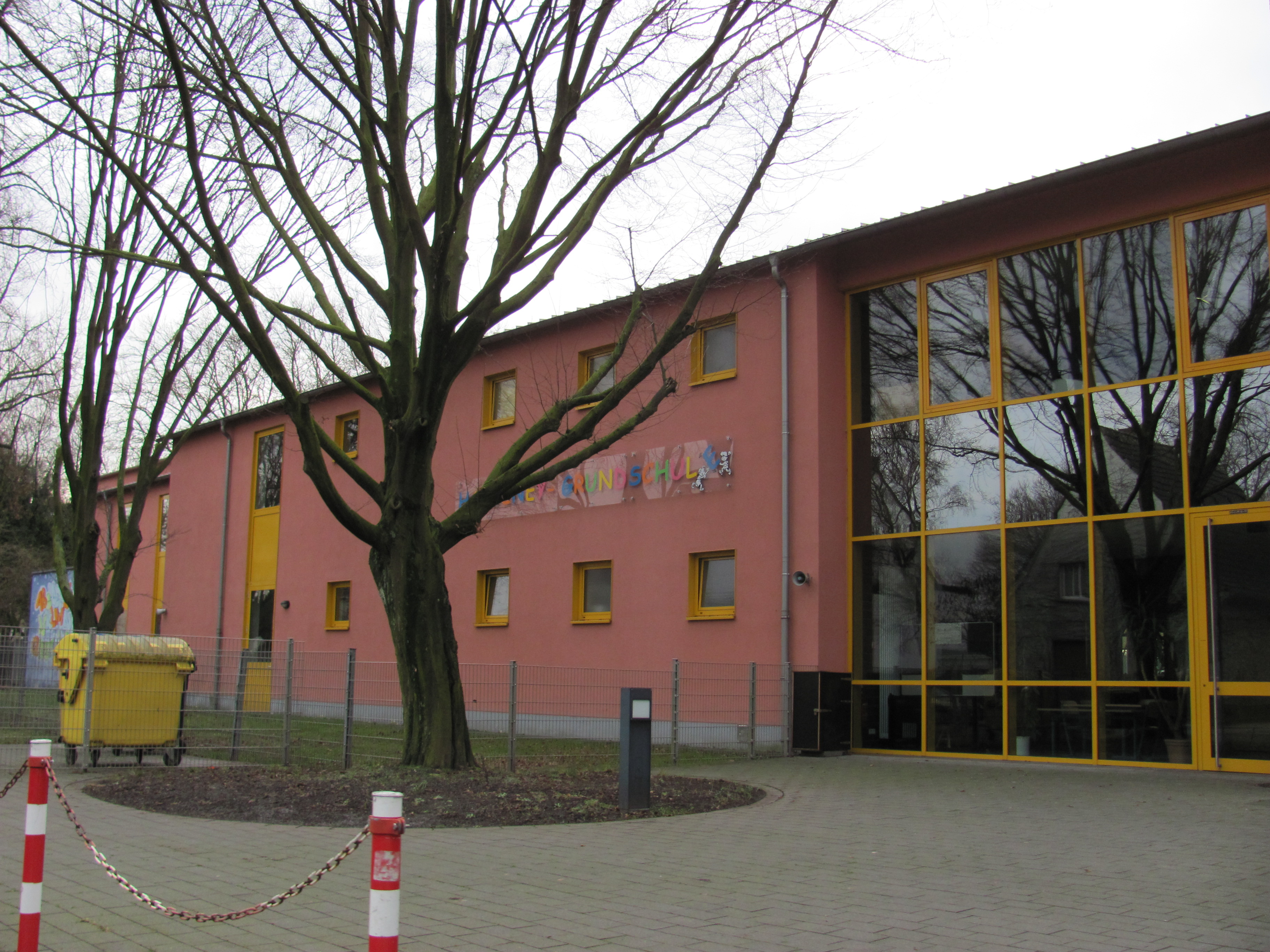
Hangeneygrundschule, Ansicht von der Hangeneystraße
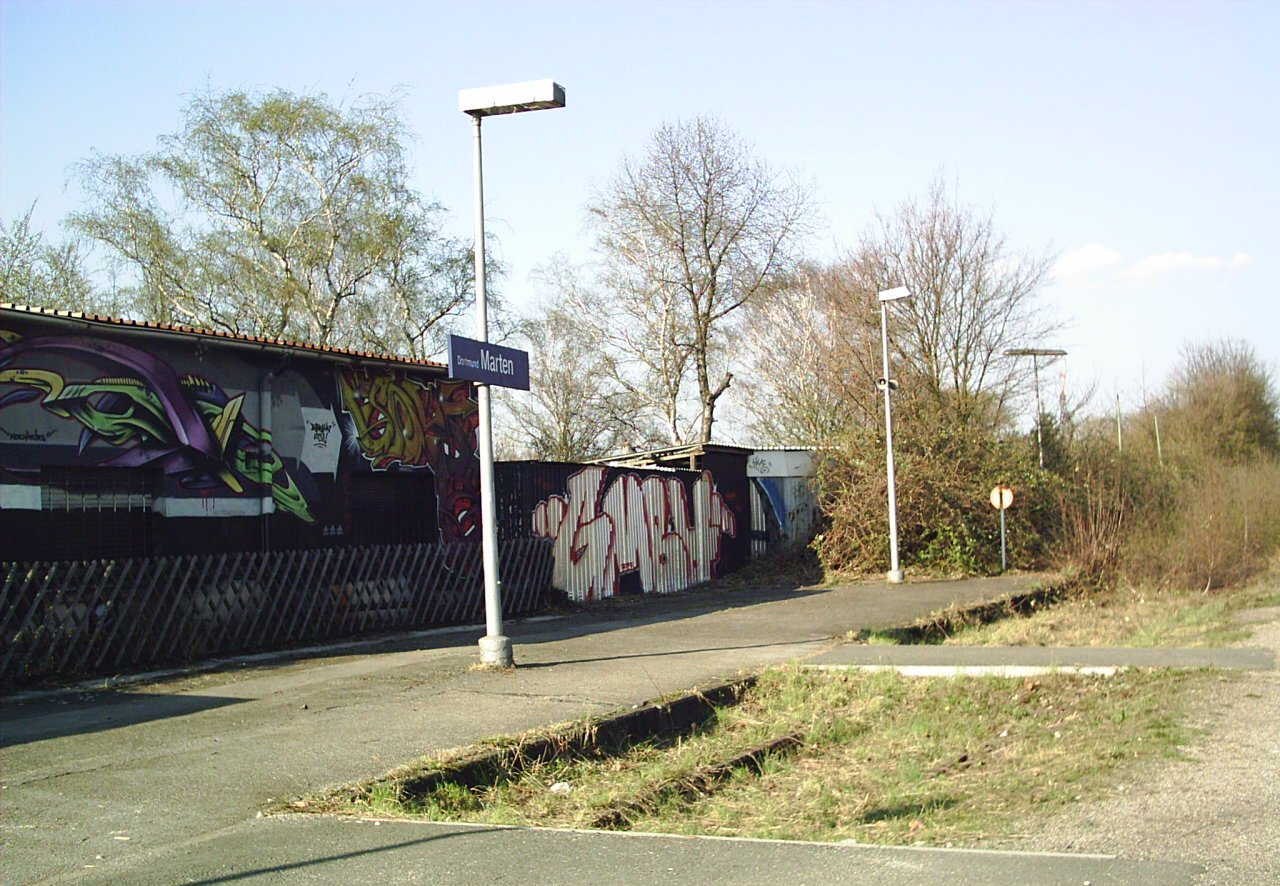
Bahnsteig mit Bahnhofsschild Dortmund-Marten
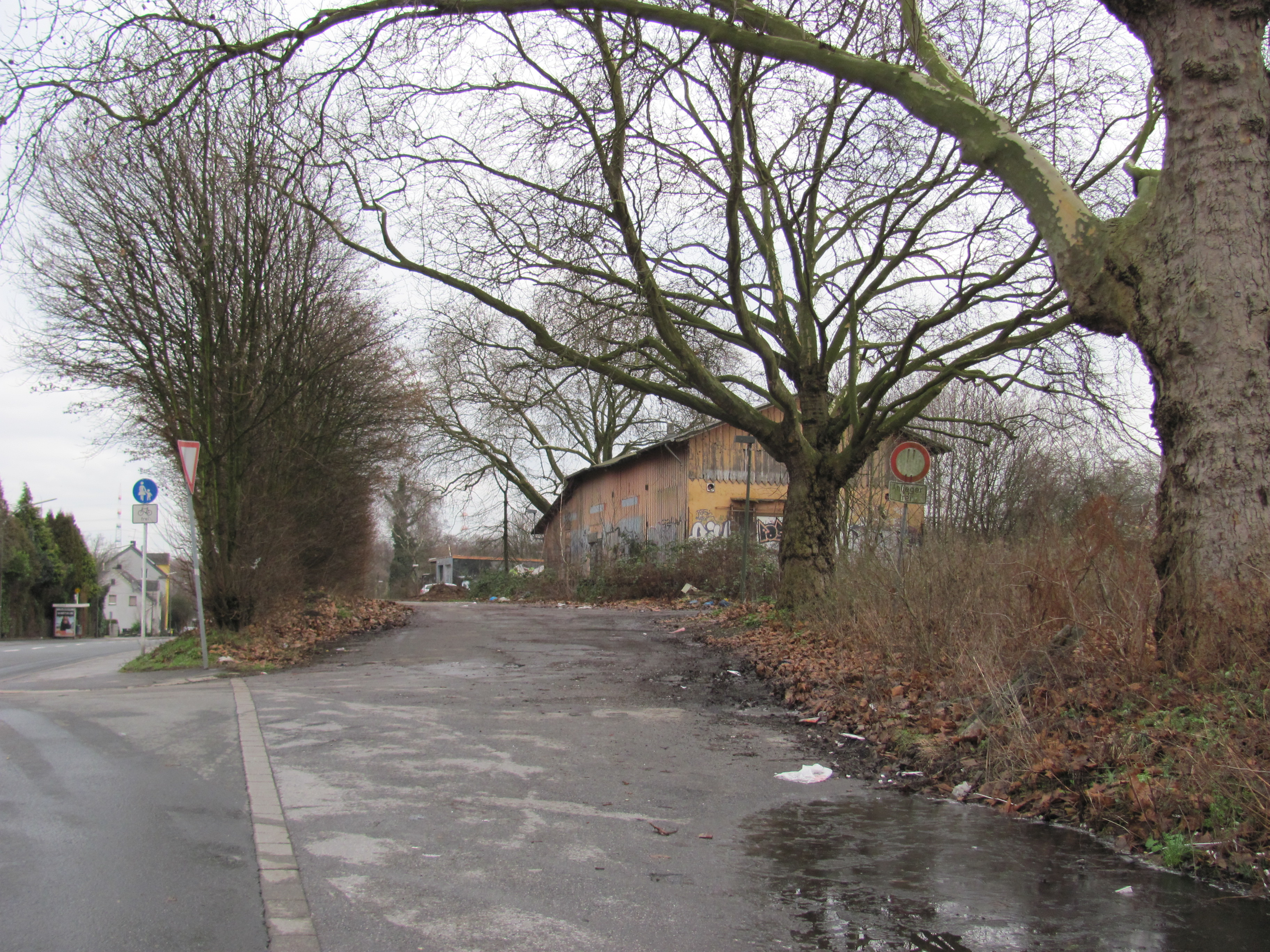
Ehemaliges Gebäude des Güterbahnhofs Marten, mit Laderampe